# Schoutedenapus schoutedeni
Schoutedenapus schoutedeni е вид птица от семейство Бързолетови (Apodidae). Видът е световно застрашен, със статут Уязвим.

## Разпространение
Видът е разпространен в Демократична република Конго.